# دنی فرناندز (بازیکن فوتبال، زاده ۱۹۸۷)
دنی فرناندز (انگلیسی: Dani Fernández؛ زادهٔ ۲۹ ژانویهٔ ۱۹۸۷) بازیکن فوتبال اهل اسپانیا است.